# Еськино (Серпуховский район)
Еськино — деревня в Серпуховском районе Московской области. Входит в состав Липицкого сельского поселения (до 29 ноября 2006 года входила в состав Балковского сельского округа).

## Население
| 2002 | 2006 | 2010 |
| ---- | ---- | ---- |
| 0    | ↗53  | ↘51  |

## География
Еськино расположено примерно в 32 км (по шоссе) на юго-восток от Серпухова, на безымянном ручье бассейна реки Кеденка (правый приток Оки), высота центра деревни над уровнем моря — 196 м.